# Vassili Karis
Vassili Karis, né Vassílis Karamesínis (en grec moderne : Βασίλης Καραμεσίνης) à Patras le 22 septembre 1938, est un acteur grec de cinéma.

## Biographie
Après la mort de son père, soldat grec, pendant la Seconde Guerre mondiale, Vassili suit sa mère qui vient en Italie en 1947. 
Au début des années 1960, il obtient quelques petits contrats dans des films de type mythologique à Cinecittà, en commençant par La Bataille de Corinthe (Il conquistatore di Corinto) de Mario Costa (1961). Il continue ensuite dans les films de genre. 
En 1966, il participe pour la première fois à un western spaghetti, Les Cinq de la vendetta d'Aldo Florio. Il obtiendra ensuite de nombreux rôles dans ce genre. Il faut cependant attendre 1971 pour qu'on lui confie un rôle de protagoniste comme Texas Bill dans Une corde à l'aube (Il magnifico West) de Gianni Crea. La même année, commence sa collaboration avec Roberto Mauri, qui crée pour lui le personnage de Spirito Santo, dans trois films successifs.
Roberto Mauri essaie aussi dans Les Deux Pistoleros de Silver City (1972) de le lancer en binôme avec Omero Capanna (à l'imitation de Bud Spencer et Terence Hill), mais c'est sans trop de succès. Avec la fin de l'époque dorée des westerns spaghetti, Karis s'essaie à divers genres, de l'érotique à la science-fiction. En 1987, il revient au western avec Scalps de Claudio Fragasso et Bruno Mattei, qui a un peu de succès au-delà des frontières de l'Italie du fait de sa violence. 
Après la fin de sa carrière, il reste à Rome.

## Filmographie (sélection)
- 1961 : La Bataille de Corinthe (Il conquistatore di Corinto) de Mario Costa : Egeo
- 1963 : Hercule, Samson et Ulysse (Ercole sfida Sansone), de Pietro Francisci
- 1963 : Les Dix Gladiateurs (I dieci gladiatori), de Gianfranco Parolini : Epaphoritos, le favori de Néron
- 1963 : Brenno le tyran (Brenno il nemico di Roma), de Giacomo Gentilomo
- 1964 : Ursus l'invincible (Gli invincibili tre, de Gianfranco Parolini : le Prince Dario
- 1964 : Spartacus et les Dix Gladiateurs (Gli invincibili dieci gladiatori, de Nick Nostro
- 1966 : Les Cinq de la vendetta (I cinque della vendetta) d'Aldo Florio : Josua/Dan
- 1966 : Un ange pour Satan (Un angelo per Satana), de Camillo Mastrocinque
- 1967 : I criminali della metropoli (it), de Gino Mangini : Pierre
- 1967 : Cible mouvante (Bersaglio mobile), de Sergio Corbucci
- 1970 : Wanted Sabata, de Roberto Mauri : Jim Sparrow
- 1971 : Une corde à l'aube (Il magnifico west), de Gianni Crea : Texas
- 1971 : ...e lo chiamarono Spirito Santo, de Roberto Mauri : Spirito Santo
- 1971 : Lo chiamavano King, de Giancarlo Romitelli : homme de main de Benson
- 1971 : Le Retour de Sabata (È tornato Sabata... hai chiuso un'altra volta!), de Gianfranco Parolini : Bionda
- 1972 : Le Gang des rebelles (Bada alla tua pelle, Spirito Santo!), de Roberto Mauri : Spirito Santo
- 1972 : Les Cinq Brigands de l'Ouest (Spirito Santo e le 5 magnifiche canaglie), de Roberto Mauri : Spirito Santo
- 1972 : Seminò morte... lo chiamavano il Castigo di Dio!, de Roberto Mauri : Scott
- 1972 : Les Deux Pistoleros de Silver City (Un animale chiamato uomo), de Roberto Mauri : Bill Matson
- 1972 : Cristiana monaca indemoniata (it), de Sergio Bergonzelli : Massimo Raggi
- 1973 : L'Homme à la winchester d'or (Corte marziale) de Roberto Mauri : Clint Warren
- 1974 : A pugni nudi (it), de Marcello Zeani : Marco Ciani
- 1974 : La Révolte des gladiatrices (La rivolta delle gladiatrici), de Steve Carver : Marcus
- 1977 : 4 minuti per 4 miliardi, de Gianni Siragusa
- 1977 : Anno zero - Guerra nello spazio, d'Alfonso Brescia : Peter Segura
- 1977 : Hôtel du plaisir pour SS (Casa privata per le SS, de Bruno Mattei : capitaine Heinkel
- 1978 : La Bataille des étoiles (Cosmo 2000 - Battaglie negli spazi stellari), d'Alfonso Brescia
- 1979 : Giallo a Venezia, de Mario Landi : Bruno Nielsen
- 1979 : Amanti miei (it), d'Aldo Grimaldi : Sergio Braschi
- 1980 : La bestia nello spazio, d'Alfonso Brescia
- 1980 : Le porno killers (it), de Roberto Mauri
- 1981 : La belva dalla calda pelle (it), de Bruno Fontana : Marcel
- 1987 : Scalps, de Claudio Fragasso et Bruno Mattei : Matt Brown
- 1988 : Angel Hill (it), d'Ignazio Dolce : Paco
- 1989 : Bloody Psycho (it), téléfilm de Leandro Lucchetti
- 1994 : Il burattinaio (it), de Ninì Grassia
- 1994 : Una grande voglia d'amore (it), de Ninì Grassia